# هیلدا فلودین
هیلدا فلودین (انگلیسی: Hilda Flodin; ۱۶ مارس ۱۸۷۷ – ۹ مارس ۱۹۵۸) نقاش، مجسمه‌ساز، و هنرمند تجسمی اهل فنلاند بود.

## نگارخانه

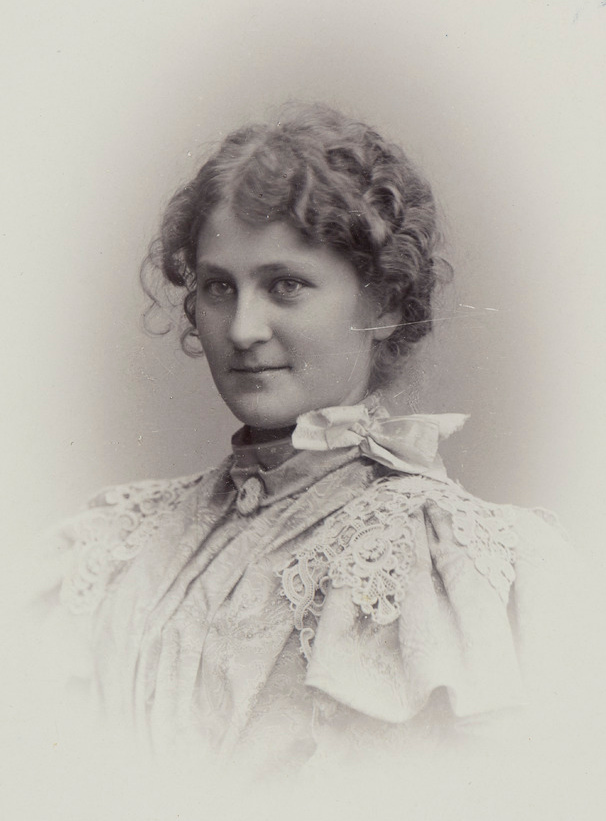
یک عکس از هیلدا فلودین اثر دنیل نوبلین
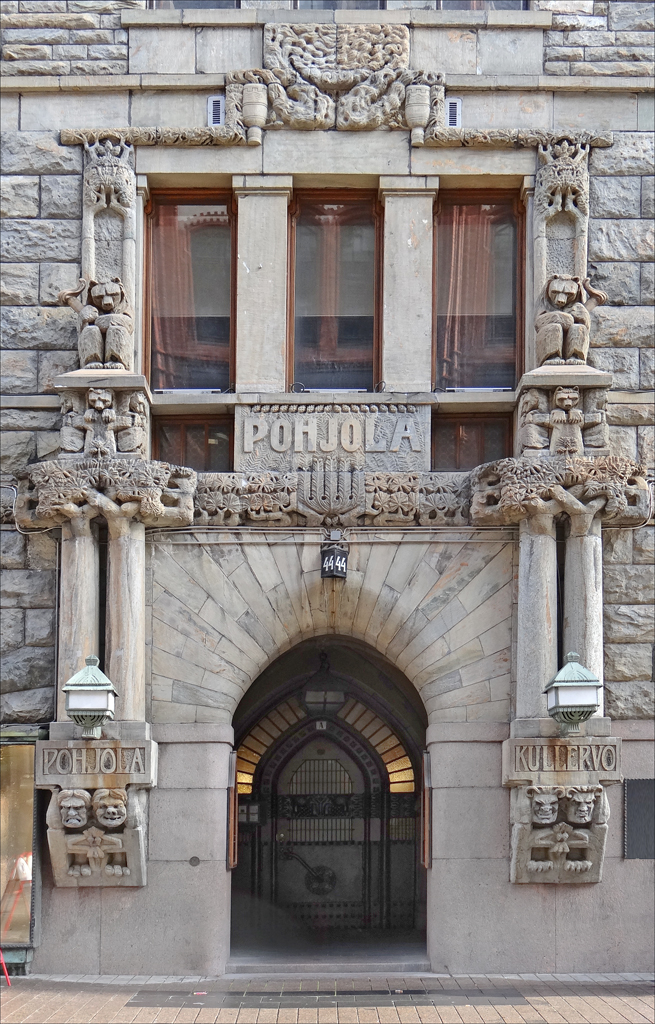
مجسمه‌های هیلدا فلودین در ورودی اصلی ساختمان پوهْیُولا